# Bražuolės upės ištakos
Bražuolės upės ištakos este o arie protejată (sit de importanță comunitară — SCI) din Lituania întinsă pe o suprafață de 43 ha, integral pe uscat.

## Localizare
Centrul sitului Bražuolės upės ištakos este situat la coordonatele 54°40′51″N 24°53′47″E / 54.6808°N 24.8964°E.

## Înființare
Situl Bražuolės upės ištakos a fost declarat sit de importanță comunitară în martie 2009 pentru a proteja un număr necunoscut de specii din flora spontană și fauna sălbatică aflate în arealul zonei.

## Biodiversitate
Situată în ecoregiunea boreală, aria protejată conține 5 habitate naturale: Pajiști uscate seminaturale și facies de acoperire cu tufișuri pe substraturi calcaroase (Festuco-Brometalia) (* situri importante pentru orhidee), Fânețe de joasă altitudine (Alopecurus pratensis, Sanguisorba officinalis), Izvoare petrifiante cu formare de travertin (Cratoneurion), Mlaștini alcaline, Păduri caducifoliate de mlaștină fino-scandinave.
La baza desemnării sitului se află un număr nedeclarat de specii protejate.